# Jozef Pribilinec
Jozef Pribilinec (* 6. Juli 1960 in Kremnica) ist ein ehemaliger slowakischer Geher, der, für die Tschechoslowakei startend, Olympiasieger wurde.
1979 wurde Pribilinec Junioreneuropameister im 10-km-Gehen. Im Jahr darauf belegte er bei den Olympischen Spielen in Moskau Platz 20 im 20-km-Gehen. Seine erste internationale Medaille gewann Pribilinec bei den Europameisterschaften 1982, als er Silber hinter dem Spanier José Marín gewann. Bei den Weltmeisterschaften 1983 gewann er erneut Silber, als er nur 10 Sekunden hinter dem Mexikaner Ernesto Canto lag. Der Mexikaner gewann im Jahr darauf bei den Olympischen Spielen, während Pribilinec wegen des Olympiaboykotts nicht teilnehmen konnte.
1986 gewann Pribilinec bei den Europameisterschaften in Stuttgart seinen ersten Titel, als er sich in einem spannenden Kampf gegen Maurizio Damilano aus Italien durchsetzte, der im Ziel zwei Sekunden hinter Pribilinec lag. Bei den Weltmeisterschaften 1987 konnte sich Damilano revanchieren und gewann vor Pribilinec. Bei den Olympischen Spielen 1988 in Seoul gewann Pribilinec Gold in olympischer Rekordzeit von 1:19:57 h mit drei Sekunden Vorsprung auf Ronald Weigel aus der DDR. Dritter wurde Damilano vor Marin.
Mit zwei Titeln und drei Silbermedaillen war der Slowake einer der herausragenden Geher der 1980er Jahre.